# Jacob Elordi
Jacob Elordi (født 26. juni 1997) er en australsk skuespiller, der fik sit internationale gennembrud i 2018, med rollen som Noah Flynn i filmen The Kissing Booth.

## Karriere
Som 17-årig medvirkede Elordi, som statist i Pirates of the Caribbean: Død mands kiste.
Desuden spiller han  Nate  i HBO-serien “Euphoria”.
The Kissing Booth blev optaget i Sydafrika og er baseret på bogen af samme navn. Bogen er skrevet af forfatteren Beth Reekles på skriveplatformen WattPad. Den blev læst af over 20 millioner, hvorefter et forlag i 2012 valgte at udgive bogen. Filmen har haft stor succes på Netflix.

## Privat
Jacob Elordi er opvokset i Brisbane og er interesseret i at tage billeder og køre på motorcykel. Han dannede tidligere par med Joey King, der også medvirkede i The Kissing Booth i rollen som Elle.